# Giovanni Domenico Campiglia
Pour les articles homonymes, voir Campiglia.
Giovanni Domenico Campiglia, né en 1692 à Lucques et mort en 1768 à Rome, est un graveur et un peintre italien actif dans sa ville natale.

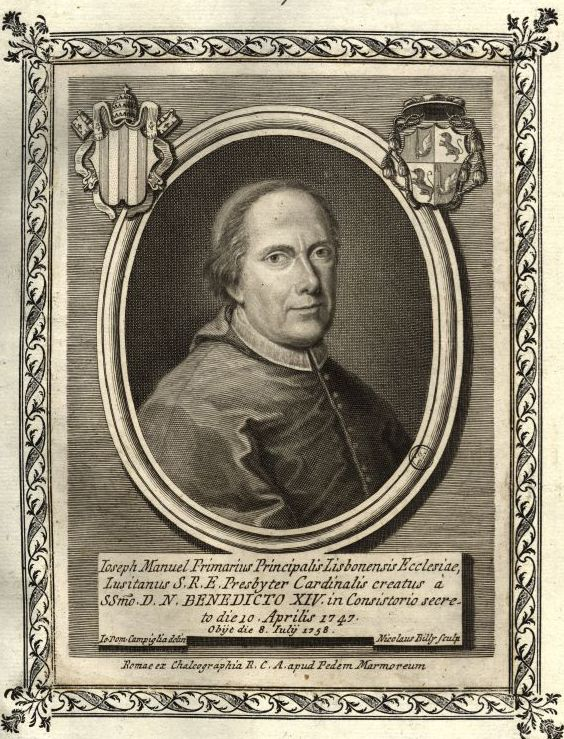
Portrait du Cardinal-Patriarche José Manoel da Câmara, Biblioteca Nacional de Portugal, 1758

## Biographie
Giovanni Domenico Campiglia s'est d'abord formé auprès de Tommaso Redi et Lorenzo del Moro, puis à Bologne auprès de Giovanni Gioseffo dal Sole. 
Au cours de sa carrière, Campiglia a pratiqué la peinture et la gravure à Rome et à Florence en produisant des œuvres à thèmes historiques et des portraits. Campiglia  a collaboré avec Antonio Francesco Gori pendant plus d'une décennie sur le Museum Florentium, une collection d'images de tous les artistes célèbres de Florence. Ses contributions ont été publiées en 1734, ce qui a incité le pape Clément XII à l'attirer à Rome où il a travaillé avec l'historien Giovanni Gaetano Bottari dans les gravures de son Musei Capitolini édité en plusieurs volumes. 
Ses dessins très aboutis sur les statues antiques et célèbres de Rome étaient très prisés par les touristes britanniques.

## Œuvres
- Portrait du Cardinal-Patriarche José Manoel da Câmara, (1758), Biblioteca Nacional de Portugal,
- Portrait du peintre Antonio Vassilacchi,
- Portrait de Benedetto Luti